# 篭山
篭山（かごやま）は、愛知県名古屋市緑区の町名。現行行政地名は篭山一丁目から篭山三丁目。住居表示未実施。

## 地理
名古屋市緑区の北西部に位置し、東に平手北と細口、西に小坂と鴻仏目、南に砂田、北に小坂と接する。

### 河川
- 扇川

## 歴史

### 町名の由来
鳴海町の小字名「籠山」による。「籠山」とは崖のある山の意であり、元は北側にある山を「籠山」と称したのだという。古くは「かこやま」と発音していたという。

### 行政区画の沿革
- 1993年（平成5年）8月7日 - 緑区鳴海町字小坂・字鍋山により同区篭山一丁目が成立[2]。

## 世帯数と人口
2019年（平成31年）3月1日現在の世帯数と人口は以下の通りである。
| 丁目       | 世帯数  | 人口    |
| ---------- | ------- | ------- |
| 篭山一丁目 | 240世帯 | 649人   |
| 篭山二丁目 | 158世帯 | 344人   |
| 篭山三丁目 | 77世帯  | 154人   |
| 計         | 475世帯 | 1,147人 |

### 人口の変遷
国勢調査による人口の推移
| 1995年（平成7年）  | 23人    | [ WEB 6 ]  |  |
| 2000年（平成12年） | 799人   | [ WEB 7 ]  |  |
| 2005年（平成17年） | 1,174人 | [ WEB 8 ]  |  |
| 2010年（平成22年） | 1,250人 | [ WEB 9 ]  |  |
| 2015年（平成27年） | 1,174人 | [ WEB 10 ] |  |

## 学区
市立小・中学校に通う場合、学校等は以下の通りとなる。また、公立高等学校に通う場合の学区は以下の通りとなる。
| 丁目       | 番・番地等 | 小学校               | 中学校                 | 高等学校 |
| ---------- | ---------- | -------------------- | ---------------------- | -------- |
| 篭山一丁目 | 全域       | 名古屋市立小坂小学校 | 名古屋市立滝ノ水中学校 | 尾張学区 |
| 篭山二丁目 | 全域       | 名古屋市立小坂小学校 | 名古屋市立滝ノ水中学校 | 尾張学区 |
| 篭山三丁目 | 全域       | 名古屋市立小坂小学校 | 名古屋市立滝ノ水中学校 | 尾張学区 |

## 交通
- 愛知県道36号諸輪名古屋線

## 施設
- 碧海信用金庫 鳴海東支店

## その他

### 日本郵便
- 郵便番号 : 458-0007[WEB 3]（集配局：緑郵便局[WEB 13]）。

### WEB
1. ↑  “愛知県名古屋市緑区の町丁・字一覧”.   人口統計ラボ. 2019年3月31日閲覧。
2. 1 2  “町・丁目(大字)別、年齢(10歳階級)別公簿人口(全市・区別)”.   名古屋市 (2019年3月20日). 2019年3月21日閲覧。
3. 1 2  “郵便番号”.  日本郵便. 2019年3月17日閲覧。
4. ↑  “市外局番の一覧”.   総務省. 2019年1月6日閲覧。
5. ↑  “緑区の町名一覧”.   名古屋市 (2015年10月21日). 2019年3月31日閲覧。
6. ↑  総務省統計局 (2014年3月28日). “平成7年国勢調査の調査結果(e-Stat) - 男女別人口及び世帯数 －町丁・字等”. 2019年3月23日閲覧。
7. ↑  総務省統計局 (2014年5月30日). “平成12年国勢調査の調査結果(e-Stat) - 男女別人口及び世帯数 －町丁・字等”. 2019年3月23日閲覧。
8. ↑  総務省統計局 (2014年6月27日). “平成17年国勢調査の調査結果(e-Stat) - 男女別人口及び世帯数 －町丁・字等”. 2019年3月23日閲覧。
9. ↑  総務省統計局 (2012年1月20日). “平成22年国勢調査の調査結果(e-Stat) - 男女別人口及び世帯数 －町丁・字等”. 2019年3月23日閲覧。
10. ↑  総務省統計局 (2017年1月27日). “平成27年国勢調査の調査結果(e-Stat) - 男女別人口及び世帯数 －町丁・字等”. 2019年3月23日閲覧。
11. ↑  “市立小・中学校の通学区域一覧”.   名古屋市 (2018年11月10日). 2019年1月14日閲覧。
12. ↑  “平成29年度以降の愛知県公立高等学校（全日制課程）入学者選抜における通学区域並びに群及びグループ分け案について”.   愛知県教育委員会 (2015年2月16日). 2019年1月14日閲覧。
13. ↑  “郵便番号簿 2018年度版” (PDF).   日本郵便. 2019年3月31日閲覧。

### 書籍
1. 1 2  榊原邦彦 2000, p. 136.
2. ↑  名古屋市告示第196号 平成5年7月7日